# Крістін Маршалл
Крістін Маршалл (англ. Christine Marshall, 11 серпня 1986) — американська плавчиня, олімпійка.

## Виступи на Олімпіадах
| Олімпіада  | Дисципліна                      | Місце  |
| ---------- | ------------------------------- | ------ |
| Пекін 2008 | естафета 4 × 200 вільним стилем | AC (3) |